# 中國化工農化總公司
中國化工農化總公司簡稱中国农化（英語：China National Agrochemical Corporation (CNAC)），中國化工集團公司旗下公司，這是首次在2004年成立中國化工集團公司以來，其公司為1991年成立，2005年被中國化工集團公司收購，值得注意為前身是化工部地质矿山局和中国明达化工矿业总公司，主要从事农药、化肥以及相关中间体的生产、经营、研发与销售。农药产品覆盖杀虫剂、除草剂、杀菌剂、植物生长调节剂業務。
旗下企業包括：沧州大化集团有限责任公司、沙隆達控股、山东大成化工集团有限公司、江苏安邦电化有限公司、江苏淮河化工有限公司、安徽石化集团，以及佳木斯黑龙农药化工股份有限公司7家公司，7家公司內是有3家上市子公司。
2011年10月27日，集團收購以色列上市公司马克西姆-阿甘公司 (後改名為ADAMA ) 60%股權，以拓展海外農化產品業務。完成交易後Koor Industries 擁有其餘40%股權。
2016年中国农化收購餘下40%ADAMA 股權，並計劃轉售予沙隆達股份，由發行新股支付。